# 東方之門
東方之門（とうほうのもん 中国語:东方之门、英語:Gate of the Orient）は、中華人民共和国江蘇省蘇州市蘇州工業園区にある超高層ビル。

## 概要

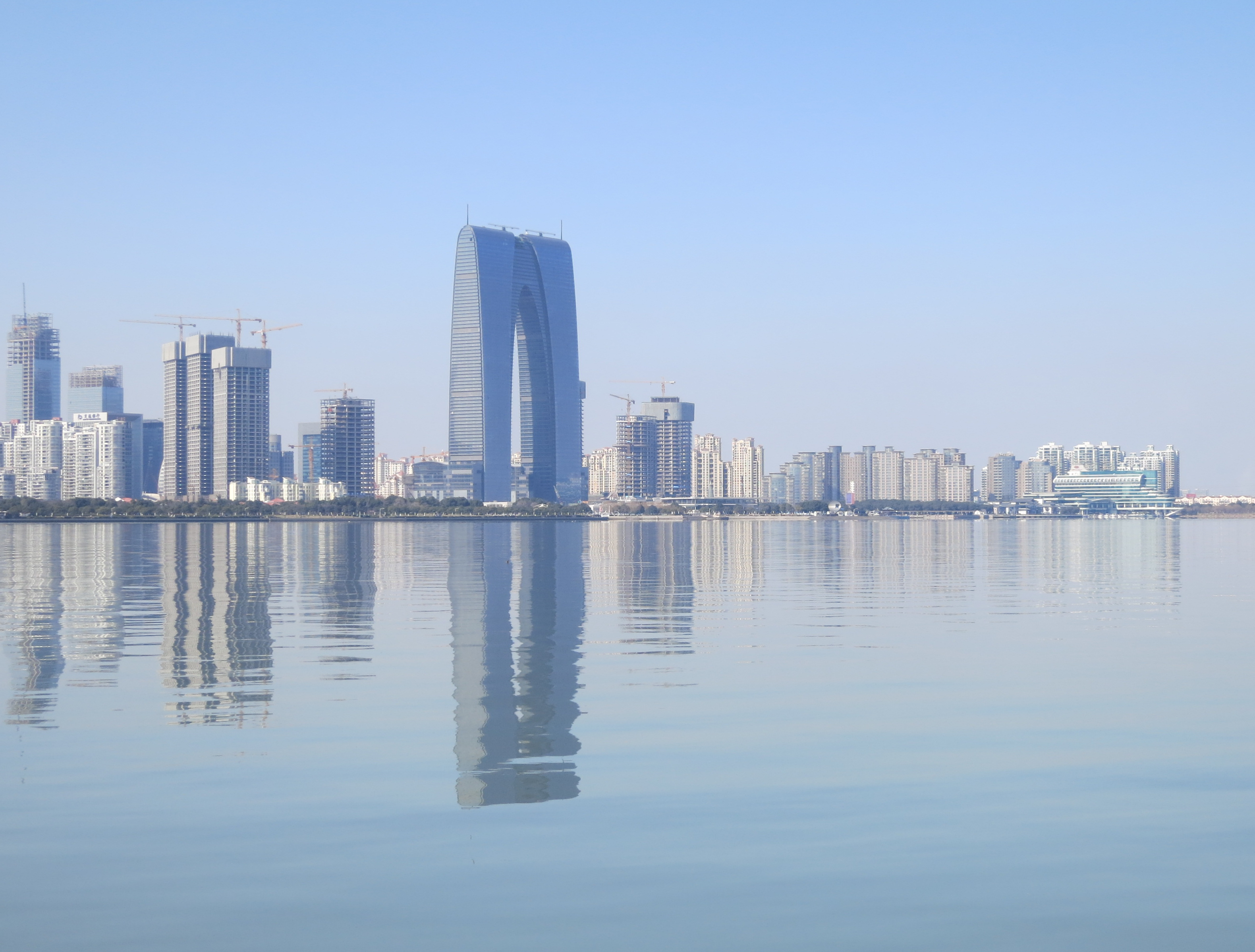
金鶏湖から見た東方之門

高さ301.8メートルのツインタワーがアーチになり連結している。アーチ形の建築物では世界で最も高い。
凱旋門を意識して設計されたとされ、その大きさは凱旋門の6倍である。
東洋世界の門（ゲート）という意味が込められており、蘇州のランドマークとなっている。2017年11月11日にビルの下層部に整備されたショッピングセンター「蘇州中心」が開業した。
隣接地には東方之門の高さを超える蘇州中南中心（高さ449m）が建設中である。

## 沿革
- 2004年　着工。当初は2007年完成予定であったが、実際には2015年に完成した。
- 2015年　竣工。
- 2017年11月　蘇州中心が開業。

## アクセス
- 蘇州軌道交通1号線・3号線東方之門駅